# 澤萊內哈伊 (庫皮揚斯克區村莊)
49°58′32″N 37°10′38″E / 49.97556°N 37.17722°E
澤萊内哈伊（烏克蘭語：Зелений Гай）是位於烏克蘭東部的村莊，由哈爾科夫州庫皮揚斯克區的大布尔卢克市镇負責管轄。該村處於赫尼利察河左岸，始建於1750年，面積0.31平方公里，海拔高度119米，2001年人口73。